# فرودگاه نیالا
فرودگاه نیالا (به انگلیسی: Nyala Airport) یک فرودگاه با کد یاتا UYL است که یک باند فرود آسفالت دارد و طول باند آن ۳۰۱۱ متر است. این فرودگاه در شهر نیاله کشور سودان قرار دارد و در ارتفاع ۶۴۲ متری از سطح دریا واقع شده‌است.

## شرکت‌های هواپیمایی و مقصدهای پروازی
| شرکت‌های هواپیمایی | مقصدهای پروازی   |
| ----------------- | ---------------- |
| Badr Airlines     | خرطوم            |
| نووا ایرویز       | الفاشر، خرطوم    |
| سودان ایرویز      | ال اووبید، خرطوم |
| Tarco Airlines    | خرطوم            |